# Життя у позику (роман)
«Життя у позику», дослівний переклад назви: «Позичене життя» (нім. Geborgtes Leben), альтернативна назва «Небеса не знають улюбленців» (нім. Der Himmel kennt keine Günstlinge) — роман німецького письменника Ремарка. Під назвою «Життя в позику» твір вперше опубліковано 1959 року в гамбурзькому журналі «Kristall». Особливістю роману є майже повна відсутність політичного контексту і концентрація на психологічній складовій частині.

## Назва
Перед виходом окремого видання 1961 року Ремарк змінив назву на «Небеса не знають улюбленців» (нім. Der Himmel kennt keine Günstlinge). Російською роман не перейменовували та й далі перекладали як «Життя в позику», ця назва стала звичною для українського читача в радянські часи. Тож із появою українського перекладу книга мала дві назви — традиційна «Життя у позику» і правильніша «Небеса не мають улюбленців».

Ремарк поєднує військову тематику з любовною, це вдається зробити гармонійно й невимушено:
Поглянув на неї. Здавалася безпорадною, але знав, що саме безпорадність у жінках найгрізніша — бо жодна жінка насправді не безпорадна.

## Сюжет
Головний герой, автомобільний гонщик Клерфе, приїжджає у швейцарський санаторій «Бела Віста» провідати свого друга-гонщика Гольмана. Там він зустрічає молоду жінку, бельгійку Ліліан, хвору на туберкульоз у термінальній стадії, без можливості одужання. Ліліан не бажає просто чекати на смерть, вона хоче прожити останні місяці свого життя повноцінно, радіючи кожному моменту. Через кілька днів вона вирішує з'їхати з санаторію разом з Клерфе, залишивши закоханого в неї росіянина Бориса Волкова, також хворого.
Стосунки головних героїв вимушено позбавлені «зайвого»: переживань, сумнівів тощо. На це в головних героїв немає часу.
Вони разом мандрують післявоєнною Європою, де Ліліан має можливість випробувати все те, чого раніше не знала. Вона не перестає дивуватися тому, як люди не цінують життя, немов упевнені, що будуть жити вічно. Поступово між нею та Клерфе виникає кохання, і Клерфе починає сподіватися на спільне майбутнє. Коли він пропонує їй одружитися та почати жити разом, і хоче, щоб вона відвідала лікаря, це починає її обтяжувати, і вона відмовляється. Попри почуття до Клерфе, вона вирішує залишити його, адже це кохання не має майбутнього. В одній з гонок Клерфе потрапляє в аварію і гине.
Емоційно спустошена, Ліліан хоче кудись з'їхати, але на вокзалі зустрічає Бориса, який приїхав до неї, дізнавшись про трагедію з газет. Вони разом повертаються до санаторію, по дорозі вона бачить Гольмана, який одужав і дістав контракт на місце Клерфе. Через шість тижнів, світлого літнього дня Ліліан помирає від раптової задухи, спричиненої кровотечею.

## Переклади українською
Українською мовою роман у скороченому варіанті переклали Рома Попелюк та Юрій Винничук 2014 року. Переклад зроблено за книжковим, більш повним варіантом 1961 року в той час, як російська версія була створена за журнальною версією 1959 року. В російській версії перекладу, зокрема, відсутня частина про радянську окупацію Австрії й те, що один з другорядних героїв книги Лаваллі був гомосексуалом.
- Еріх Марія Ремарк. Життя у позику. Переклад з німецької: Рома Попелюк та Юрій Винничук. Львів: Експрес Медіа Принт. 194 стор. 2014 ISBN відсутнє (серія «Література світового класу»; «Бузок. Бібліотека українця. Золота колекція», видання 9)
- Еріх Марія Ремарк. Життя у позику. Мансарда мрій. Іскра життя. Переклад з німецької: Юрій Винничук, Юлія Микитюк, Христина Николин. Харків: КСД, 2016. 733 стор. ISBN 978-617-12-0850-6
  - «Життя у позику». Переклад з німецької: Юрій Винничук
  - «Мансарда мрій». Переклад з німецької: Юлія Микитюк
  - «Іскра життя». Переклад з німецької: Христина Николин

## Екранізації
- 1977 рік: «Боббі Дірфільд» — фільм Сідні Поллака за мотивами роману[3].